# Decreto di Berlino
Il decreto di Berlino fu emanato a Berlino da Napoleone Bonaparte il 21 novembre 1806, dopo il successo francese contro la Prussia nella battaglia di Jena, che portò alla caduta di Berlino. Il decreto fu emesso in risposta all'Order in Council britannico del 16 maggio 1806 con il quale la Royal Navy istituì un blocco di tutti i porti da Brest all'Elba.

Veniva avviato il sistema continentale, la base del suo piano per sconfiggere gli inglesi intraprendendo una guerra economica.
Il decreto proclamava che "le isole britanniche sono dichiarate in uno stato di blocco" e vietava ogni corrispondenza o commercio con la Gran Bretagna. Tutti i sudditi britannici trovati nel territorio della Francia o dei suoi alleati dovevano essere arrestati come prigionieri di guerra e tutti i beni e le merci britanniche sequestrate. Qualsiasi nave trovata in violazione del decreto e quando sbarcava in un porto continentale da un porto della Gran Bretagna o delle sue colonie doveva essere trattata come se fosse battente bandiera britannica e quindi soggetta a confisca, insieme a tutto il suo carico. 

L'obiettivo del cosiddetto sistema continentale era di costringere la Gran Bretagna al tavolo della pace facendola affamare dal commercio con l'Europa e distruggendo così la sua economia. Tuttavia, l'efficacia del blocco era difficile da applicare su un'area così vasta ed era generalmente impopolare tra i paesi sottomessi dai francesi e i loro alleati. Lo storico Paul Schroeder ritiene che si sia dimostrato un metodo inefficace di guerra economica.
Il sistema continentale alla fine portò alla rovina economica della Francia e dei suoi alleati. Meno danni furono fatti all'economia della Gran Bretagna, che aveva il controllo del commercio dell'Oceano Atlantico. Altre nazioni europee si sono ritirate dal Blocco continentale, contribuendo  in parte alla caduta di Napoleone.
I Decreti di Milano per lo stesso scopo, vennero adottati l'anno successivo.

## Testo del decreto
|  |  |

## Premesse
Dalla rottura della pace di Amiens nel maggio 1803, Napoleone aveva riconosciuto l'impossibilità di battere il Regno Unito via mare e, secondo i suoi termini, aveva deciso di sconfiggere il mare via terra (lettera a Luigi Bonaparte, poi re d'Olanda).
All'inizio del 1806 aveva già chiuso le bocche dei fiumi Ems, Weser e Elba alle navi britanniche. A questa misura, il governo britannico aveva risposto dichiarando che tutti i porti tra Brest e Amburgo erano in uno stato di blocco navale, anche per le nazioni neutrali. Dopo la sua vittoria a Jena sulla Prussia, l'imperatore, contro il parere di alcuni dei suoi consiglieri, promulgò questo decreto che, di fatto, mise sotto assedio le isole britanniche.

## Conseguenze
In risposta al decreto di Berlino, il Parlamento britannico promulgò gli ordini del Consiglio il 22 dicembre 1807, indicando che nessuna nave neutrale non potesse più circolare sui mari senza passare per Londra o Malta in modo che il suo carico venisse controllato col pagamento delle tasse relative.
A ciò, Napoleone rispose pubblicando, il 17 dicembre dello stesso anno, il decreto di Milano che consentivano anche di catturare qualsiasi nave che si fosse assoggettata a queste formalità.